# 聖瑪爾塔內華達山脈國家自然公園

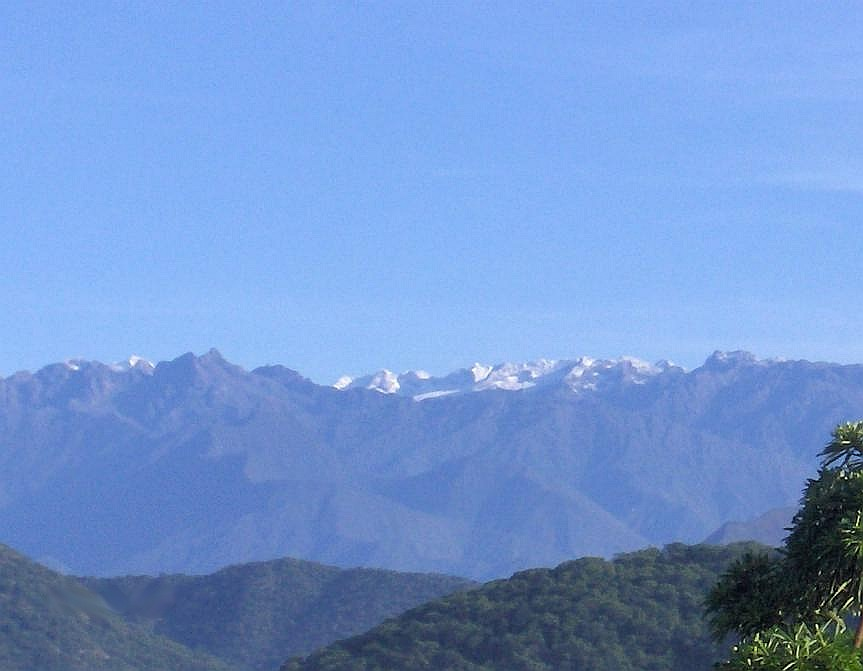

聖瑪爾塔內華達山脈國家自然公園（西班牙語：Parque nacional natural Sierra Nevada de Santa Marta），是哥倫比亞的國家公園，位於該國北部馬格達萊納省、塞薩爾省和瓜希拉省，成立於1964年6月，處於聖瑪爾塔內華達山脈地區。